# Erlöserkirche (Rosenheim)

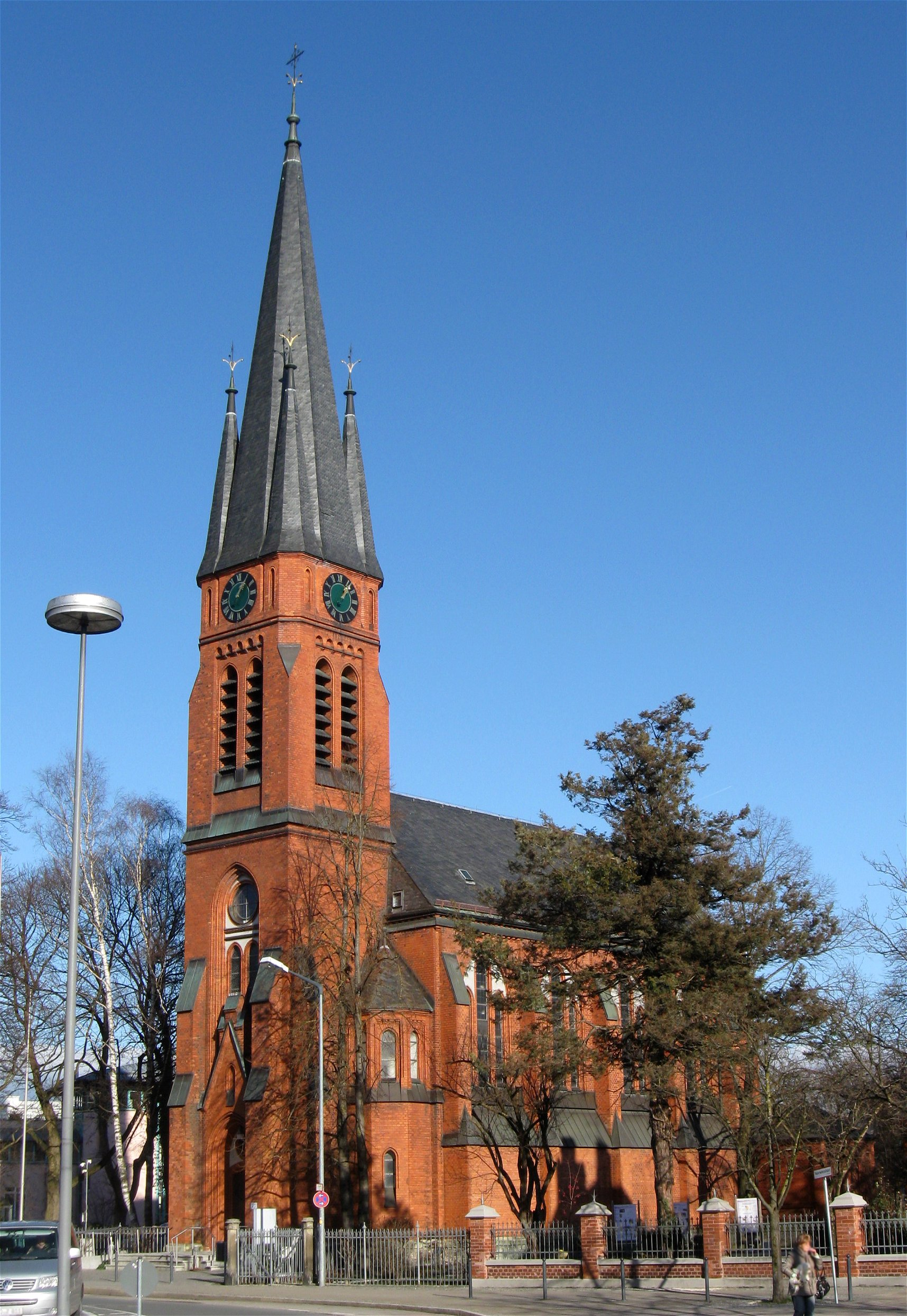
Erlöserkirche in Rosenheim

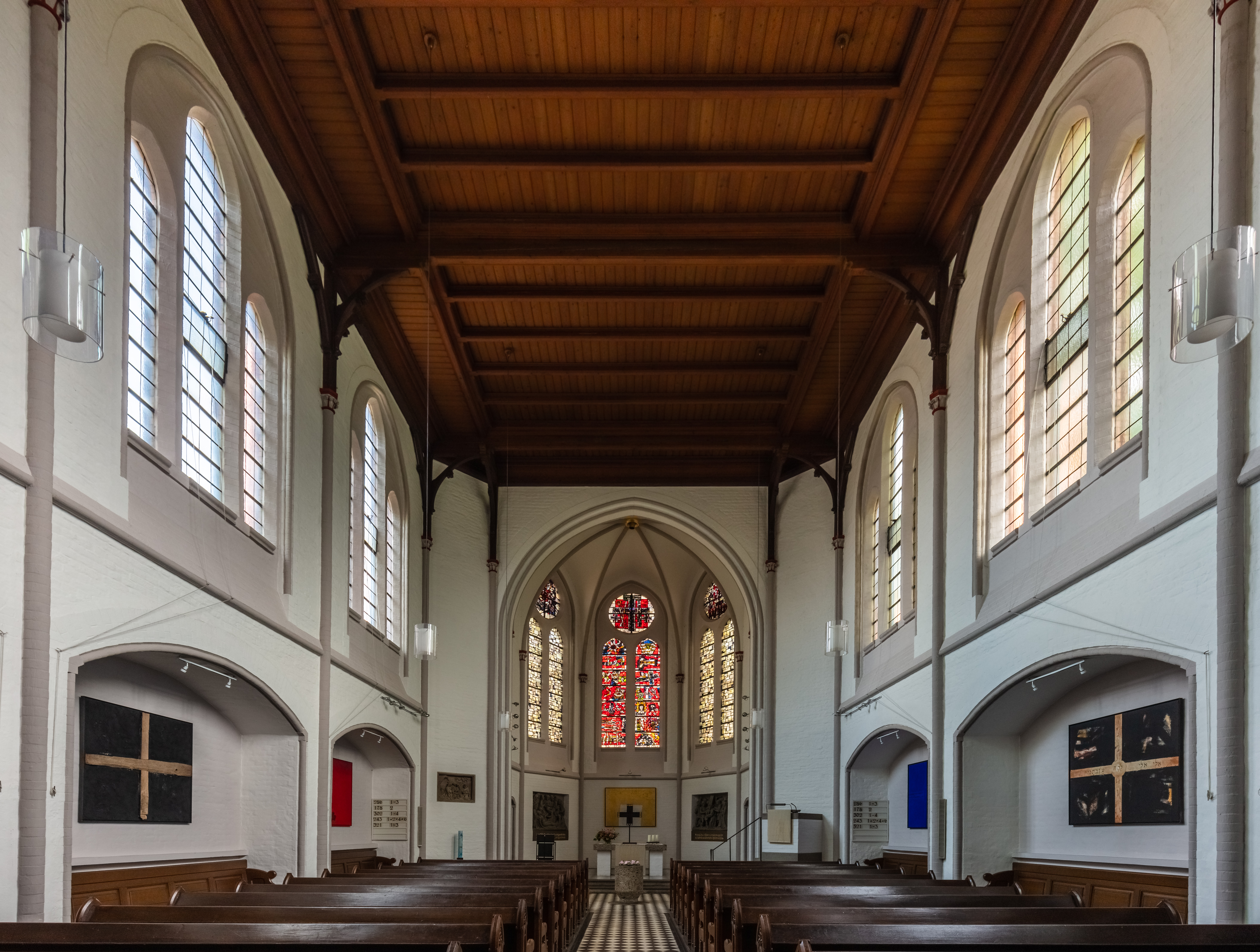
Innenraum

Die evangelisch-lutherische Erlöserkirche steht in der oberbayerischen Stadt Rosenheim. Sie ist in der Liste der Baudenkmäler in Rosenheim als Baudenkmal unter der Nr. D-1-63-000-83 eingetragen. Die Kirche gehört zum Evangelisch-Lutherischen Dekanat Rosenheim der Evangelisch-Lutherischen Kirche in Bayern.

## Beschreibung

### Architektur
Die neugotische Saalkirche wurde 1885/86 nach Plänen von August Hartel in Formen der norddeutschen Backsteingotik erbaut. Sie besteht aus dem Langhaus, dem eingezogenen, dreiseitig geschlossenen Chor im Osten und dem Kirchturm im Westen, die durch Strebepfeiler gestützt werden. Das Portal befindet sich an der Westseite des Kirchturms. Sein oberstes Geschoss enthält die Turmuhr, das Geschoss darunter hinter den Klangarkaden den Glockenstuhl mit drei Glocken.

### Gestaltung des Innenraums
Der Innenraum des Langhauses ist mit einer Holzbalkendecke überspannt, der des Chors mit einem Kreuzgratgewölbe.

### Orgel
Die Orgel wurde 1980 durch Ekkehard Simon gebaut. Sie ersetzte das Vorgängerinstrument der Firma Steinmeyer aus dem Jahr 1926 mit 17 Registern, die ihrerseits eine Orgel von Jakob Müller aus dem Jahr 1886 ersetzte. Das Orgelgehäuse von 1886 blieb bis heute erhalten. Die Orgel hat zwei Manuale, Pedal und 26 Register.